# Hematyt

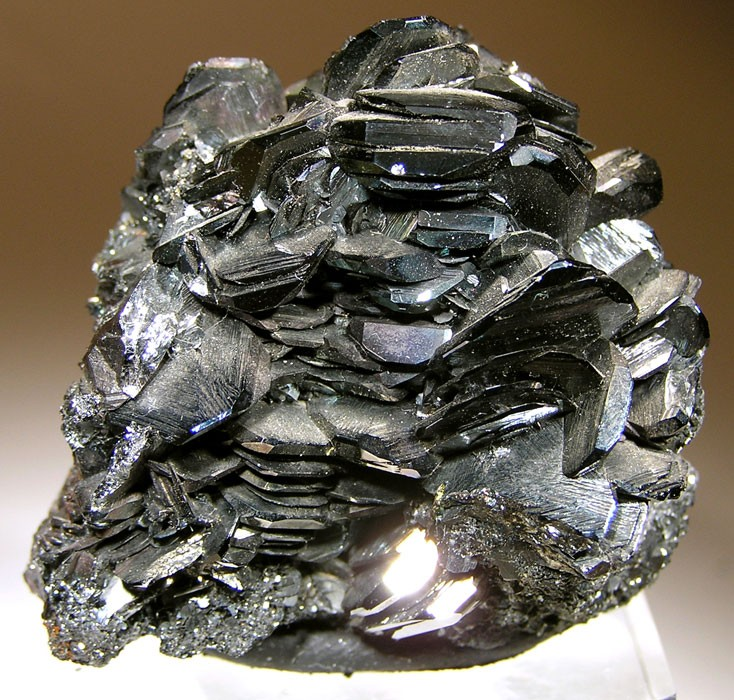
Róża hematytowa

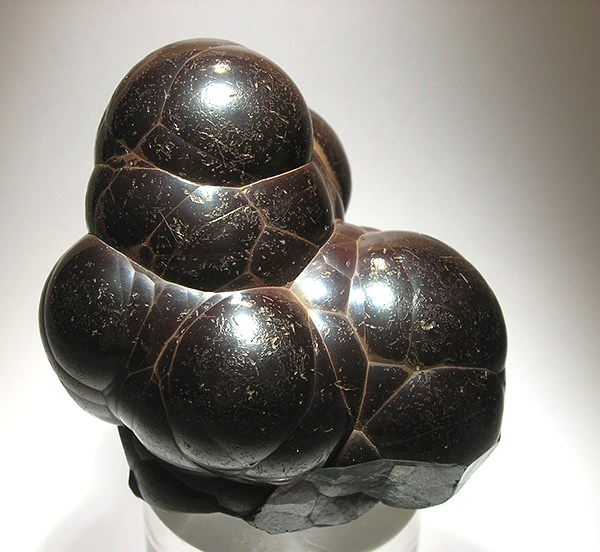
Szklane głowy, hematyt

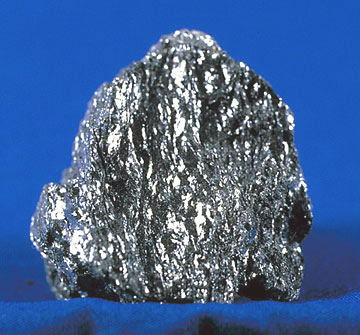
Hematyt – błyszcz żelaza

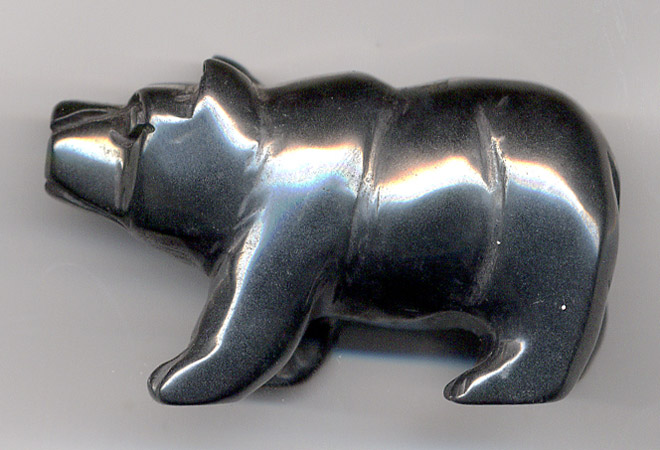
Figurka niedźwiedzia wykonana z hematytu

Hematyt (z gr. haema (haima) „krew”; haimatites „krwisty” od czerwonej barwy tego minerału po jego sproszkowaniu) – pospolity minerał, tlenek żelaza(III).

## Właściwości
Tworzy kryształy izometryczne, krótkosłupowe, grubobeczułkowate, tabliczkowe, płytkowe, a niekiedy igiełkowe. Zazwyczaj przyjmuje postać romboedru.
Występuje w skupieniach:
- zbitych i skrytokrystalicznych (żelaziak czerwony)
- grubokrystalicznych (błyszcz żelaza – Rio Marina na Elbie we Włoszech)
- drobnoziarnistych, cienkotabliczkowych (mika żelazna)
- skorupowych i naciekowych (krwawnik)
- groniastych, kulistych i nerkowatych (szklane głowy – Cumbria w Wielkiej Brytanii; do 15 kg)
- rozetowych (róża hematytowa – Minas Gerais w Brazylii; średnica do 15 cm i Szwajcaria – do 7 cm)
- proszkowych, ziemistych i pylastych (śmietana hematytowa).

Niekiedy tworzy pseudomorfozy po magnetycie (martyt).
Jest kruchy, nieprzezroczysty. Czasami zawiera domieszki glinu – hematyt glinowy, alumohematyt – oraz manganu.

## Występowanie
Jest rozpowszechniony we wszystkich głównych typach skał, w których tworzy większe nagromadzenia lub jako minerał poboczny barwi je na różowo lub czerwono. Występuje jako spoiwo w niektórych skałach osadowych, okruchowych. Towarzyszy magnetytowi i pirytowi.
Miejsca występowania: USA – okolice J. Górnego, Tennessee; Kanada – Quebec; Meksyk, Wenezuela, Brazylia, Liberia, Indie, Ukraina – Krzywy Róg, Kazachstan, Australia, Francja – kryształy do 10 cm, Niemcy, Szwecja, Japonia – kryształy do 6 cm..
Występuje także na Marsie.

## Zastosowanie
Główna ruda żelaza (70% Fe) – nie jest najbardziej bogatą, ale jest bardzo powszechną rudą żelaza.  Bywa używany jako naturalny pigment  do wyrobu czerwonej farby (czerwona ochra). Ma duże znaczenie kolekcjonerskie. Wykorzystywany jako kamień ozdobny i jubilerski. Używany do wyrobu drobnej galanterii artystycznej i żałobnej.